# Kopopleiding
Een kopopleiding is in Nederland een verkorte lerarenopleiding die het mogelijk maakt om met een eerder behaald hbo- of wo-bachelor diploma binnen een jaar een onderwijsbevoegdheid te halen.
Om in aanmerking te komen voor een kopopleiding dient menin het bezit te zijn van een bacheloropleiding die direct aansluit bij een schoolvak;
zo geeft een bachelor 'bedrijfseconomie' toegang tot de kopopleiding 'leraar economie'.
Een kopopleiding is een verkorte variant van een vier-jarige hbo-lerarenopleiding. Er wordt van uitgegaan dat een student door het behalen van een bachelor al voldoende kennis van het vakgebied heeft. De kopopleiding bestaat daarom voor het grootste deel uit voorbereiding op het leraarschap. Didactische vaardigheden worden geoefend en er is een stage-traject.
Kopopleidingen werden eind 2006 gelanceerd als nieuw onderdeel van het onderwijsaanbod nadat een tweejarige proef als succesvol werd bestempeld door de HBO-raad.

## Ondersteuning vanuit de overheid
Vanwege het docententekort worden kopopleidingen vanaf de jaren 2010 gestimuleerd door de overheid. Studenten van de kopopleiding hebben recht op extra studiefinanciering. Het onderwijs wordt bovendien bekostigd door het ministerie van OCW.